# Poullaouen
Poullaouen (tiếng Breton: Poullaouen) là một xã của tỉnh Finistère, thuộc vùng Bretagne, miền tây bắc Pháp.

## Dân số
Người dân ở Poullaouen được gọi là Poullaouenais.